# Бауманская (станция метро)
«Ба́уманская» — станция Московского метрополитена на Арбатско-Покровской линии. Расположена в Басманном районе (ЦАО) вдоль Спартаковской улицы вблизи её пересечения с Бауманской. Названа в честь революционера Николая Баумана. Открыта 18 января 1944 года в составе участка «Курская» — «Измайловская». Пилонная трёхсводчатая станция глубокого заложения с одной островной платформой. Является объектом культурного наследия России.
Станция проектировалась в составе третьей очереди строительства Покровского радиуса под названием «Спартаковская». Строительные работы начались в 1938 году, и к началу Великой Отечественной войны тоннель был построен на 70 %, после чего строительство было заморожено до 1943 года. Спустя год станция была открыта с названием «Бауманская». В 1992 станцию планировали переименовать в «Елохово», однако проект не был реализован. В 2015 году станция закрывалась для ремонта, в ходе которого были заменены самые старые эскалаторы в мире на новые.
Станция имеет единственный выход на Бауманскую улицу. В 2012 году планировалось открыть второй выход к улицам Фридриха Энгельса и Бакунинской, однако в 2013 году стало известно, что этот план не будет реализован.

## История
Изначально станция должна была войти в состав Покровского радиуса Московского метрополитена, который должен был начинаться возле библиотеки имени Ленина и заканчиваться в Измайлово. Первый проект Покровского радиуса появился в 1932 году. После станции «Курский вокзал» планировалось построить станции «Гороховская улица», «Бауманская площадь», «Спартаковская площадь», «Переведеновский переулок», «Электрозаводская», «Семёновская площадь», «Мироновская улица» и «Стадион». В декабре 1934 года строительство станции «Гороховская улица» было отменено, а в марте — апреле 1935 года «Переведеновский переулок» переименовали в «Бакунинскую улицу». В генеральном плане реконструкции Москвы 1935 года были исключены станции «Спартаковская площадь» и «Мироновская улица». Наконец, в июле 1937 года на участке «Курский вокзал» — «Электрозавод» трасса была спрямлена, и вместо четырёх станций осталась одна — «Спартаковская», которая располагалась примерно в том же месте, где она и проектировалась в 1935 году.
Строительство линий третьей очереди началось в 1938 году. На Измайловском радиусе в начале 1941 года тоннель был готов на 70 %. После начала Великой Отечественной войны строительство было заморожено, а сооружения использовались под убежища. Строительство было возобновлено в мае 1943 года. «Спартаковская» была переименована в «Бауманскую» и открыта в составе участка «Курская» — «Измайловская» 18 января 1944 года, после ввода в эксплуатацию которого в Московском метрополитене стало 28 станций.
В 1989 году по новому проекту хордовых линий через «Бауманскую» планировалось провести хорду Химки — Жулебино. В 1992 году был предложен проект смены названия станции на «Елохово», однако он не был осуществлён. Во второй половине 2000-х годов появился план строительства в Москве Третьего пересадочного контура метро, который призван разгрузить Кольцевую линию. Новую линию планировалось вести через «Бауманскую», однако в 2012 году трассировка была изменена: пересадка с Арбатско-Покровской линии на Третий пересадочный контур будет на «Электрозаводской».
С 8 февраля по 24 декабря 2015 года «Бауманская» была закрыта на капитальный ремонт, в ходе которого за счёт сужения балюстрад внутри наклонного хода впервые в Московском метро количество эскалаторов было увеличено с 3 до 4, а количество турникетных линий увеличилось вдвое.

## Архитектура и оформление

### Вестибюль

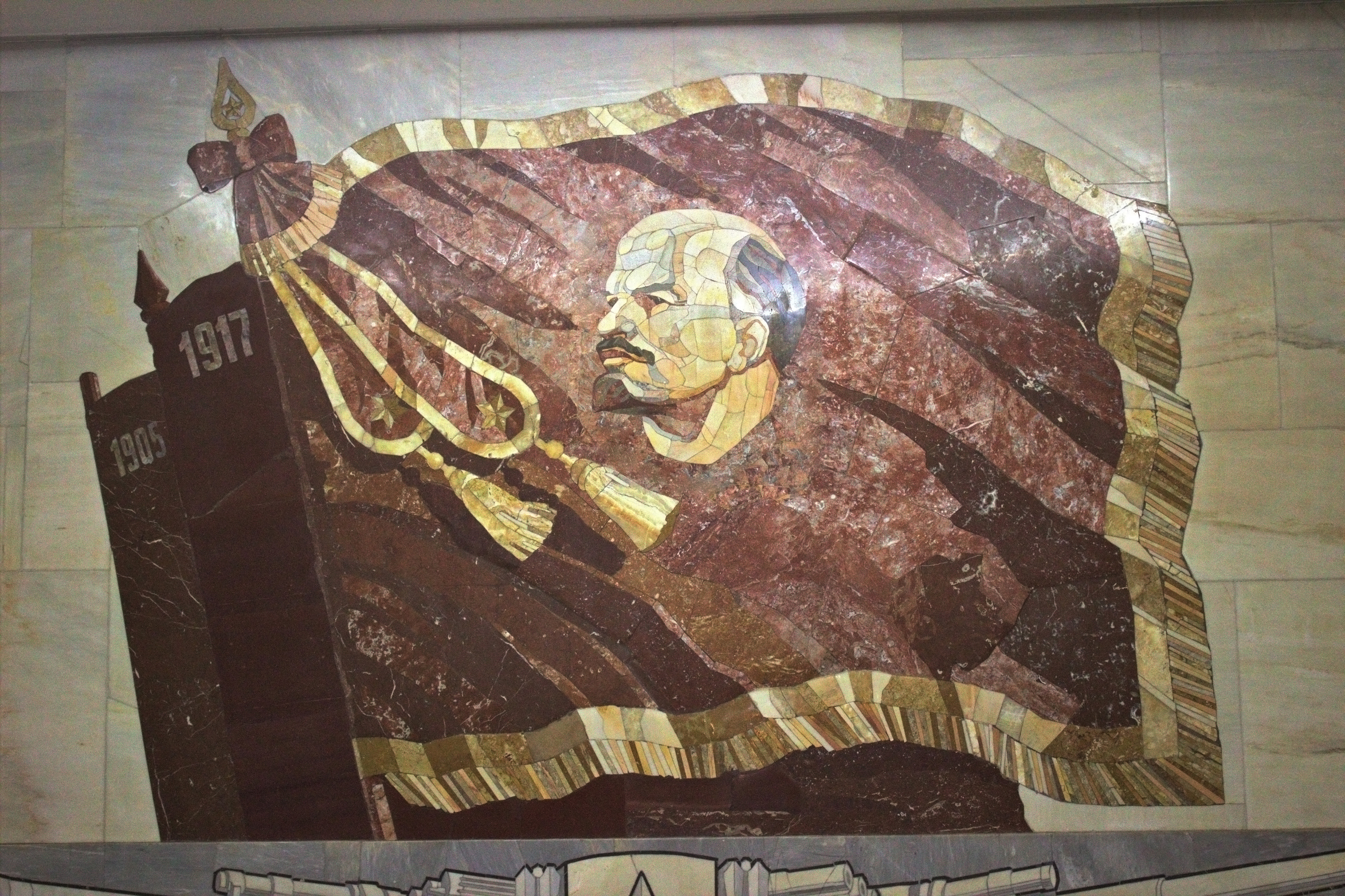
Мозаика в торце зала

Памятная доска на фасаде

Наземный вестибюль выполнен в виде портала с четырьмя гранитными колоннами и облицован мрамором «газган» изнутри и керамической плиткой снаружи, переоблицованый в 1960-е годы. На фасаде над сводчатыми дверьми расположены рельефные изображения панорамы Красной площади и солдат разных видов войск. На правой стороне фасада находится памятная доска.
В вестибюле расположены кассы, а также вход и выход, разнесённые по разным стенам. У выхода на высоком гранитном постаменте установлен бюст Н. Э. Баумана (скульптор А. П. Шлыков). Над эскалаторным ходом располагается майоликовое мозаичное панно «Слава Советской Армии» (автор И. М. Рабинович), а над ним высечена цитата И. В. Сталина: «Фронт и тыл представляют у нас единый и нераздельный боевой лагерь». Его подпись была убрана после развенчания «культа личности». Планировалось, что после реконструкции утраченная подпись «И. Сталин» вернётся, но в сентябре 2015 года появилась информация о том, что подпись Сталина не вернут на обновлённую станцию, так как на момент принятия под охрану цитата была лишена подписи в связи с осуждением «культа личности». 

### Станционные залы
Конструкция станции — пилонная трёхсводчатая станция глубокого заложения. Сооружена по типовому проекту. Диаметр центрального зала — 9,5 метра, диаметр боковых залов — 8,5 метра. Б. М. Иофан в своём первоначальном проекте станции «Спартаковская» трактовал название станции буквально — её оформление должно было быть посвящено восстанию Спартака. Эта тема развивалась бы с помощью скульптур, установленных около пилонов в нишах, а над проходами между пилонов планировалось нанести цитаты, посвящённые этому событию. Этот проект и был реализован, но на место гладиаторов встали статуи современников.
Пилоны облицованы белым мрамором «газган». На пилонах со стороны центрального зала есть вставки из красного шокшинского кварцита, между которыми установлены скульптуры защитников Родины и тружеников тыла во времена Великой Отечественной войны. Над скульптурами для станции работал В. А. Андреев, который, однако, не успел полностью завершить свой замысел до своей кончины в 1945 году. После смерти Андреева работу над скульптурами по его эскизам продолжили О. А. Андреева (вдова скульптора) и С. В. Кольцов. В. А. Андреевым выполнены скульптуры «Красноармеец со знаменем», «Красноармеец в маскировочном халате», «Метростроевка», «Лётчик», С. В. Кольцовым и О. В. Андреевой — «Командир», «Партизанка», «Рабочий», «Конструктор». Изначально скульптуры были выполнены из гипса, но со временем они утратили свой первоначальный вид и в 1970-х годах были заменены на бронзовые копии. Пол станции выложен серым, чёрным и красным гранитом. Путевые стены облицованы серым мрамором месторождения Газган и чёрным мрамором.
В торце станции сооружён аванзал, в котором пилоны отличаются от пилонов центрального зала. Торцевую стену в конце 1945 года украсило мраморное панно с изображением знамён и профилей Сталина и Ленина. В 1963 году, во времена разоблачения культа личности Сталина кусок знамени с профилями решили убрать и заменить на портрет Ленина. Мозаику выполнил художник-монументалист А. Т. Иванов, который в 1953 году делал мозаики на станции метро Киевская-кольцевая. Вентиляционные отверстия скрыты фигурными бронзовыми и мраморными решётками. Светильники в центральном зале располагаются за широкими карнизами в 4 ряда — непосредственно над пилонами и на своде.

### Эскалаторы
До 2015 года на станции работали самые старые на тот момент эскалаторы Московского метро — три эскалатора типа Н-40-III, установленные в 1944 году. Они были самыми старыми действующими тоннельными эскалаторами в мире. В 1980-х, во время очередного капитального ремонта, были заменены обшивка балюстрады и светильники на новые, применявшиеся в серии ЭТ. Замена эскалаторов планировалась ещё с конца 2000-х, но так и не была проведена из-за постоянно менявшихся планов по строительству второго вестибюля станции. В сентябре 2014 года стало известно, что «Бауманскую» закроют целиком на годичный капремонт с 1 января (позднее дату закрытия перенесли на 8 февраля) 2015 года. Ранее эскалаторы закрывали по одному на техпроверку и ремонт каждые полгода. 24 декабря 2015 года станция была вновь открыта. Все эскалаторы на станции были заменены на машины нового поколения, а их количество было увеличено с трёх до четырёх. Пульт управления одного из старых эскалаторов планировалось передать в музейный фонд Центра профориентации метрополитена, однако план не был реализован.
| - Вид на старые эскалаторы за день до начала реконструкции - 4 эскалатора станции (28 декабря 2015 года) |

## Наземный общественный транспорт
На этой станции можно пересесть на следующие маршруты городского пассажирского транспорта:
- Автобусы: м3, м3к, 690, т22, т88, н3
- Трамваи: 4, 37, 43, 50

Также в шаговой доступности от метро у остановки «Елоховская площадь» проходит единственный действующий в Москве маршрут троллейбуса «Т».

## Станция в цифрах
- Код станции — 047[1].
- Глубина заложения станции — 32,5 метра (глубокое заложение).
- Высота над уровнем моря составляет 110 метров
- Пикет ПК053+63,3[25].
- По данным 1999 года, ежедневный пассажиропоток составлял 72 420 человек[26]. Согласно статистическому исследованию 2002 года, ежедневный пассажиропоток составлял: по входу — 78 000 человек, по выходу — 78 300 человек[27].
- Время открытия станции для входа пассажиров — 5 часов 30 минут, время закрытия — в 1 час ночи[28].
- Таблица времени прохождения первого поезда через станцию[29]:

| По чётным числам                     | Будние дни | Выходные дни |
| По нечётным числам                   | Будние дни | Выходные дни |
| В сторону станции «Электрозаводская» | 05:53:00   | 05:53:00     |
| В сторону станции «Электрозаводская» | 05:53:00   | 05:53:00     |
| В сторону станции «Курская»          | 05:38:00   | 05:38:00     |
| В сторону станции «Курская»          | 05:38:00   | 05:38:00     |

## Непостроенный второй выход
В 2012 году на станции планировалась постройка второго вестибюля с независимым выходом из восточного торца. 24 февраля 2012 года рабочая группа комиссии правительства Москвы по градостроительной деятельности в границах достопримечательных мест и зон охраны объектов культурного наследия рекомендовала к сносу 13 строений для возведения второго вестибюля станции «Бауманская». 14 марта 2012 года прошёл конкурс по разработке проекта планировки второго выхода станции. В проекте было определено точное место размещения вестибюля и выходов станции, внесены предложения по корректировке маршрутов наземного пассажирского транспорта. Согласно проекту планировки, второй вестибюль должен был быть расположен на территории ООО «Московский завод „Физприбор“» вблизи владения 14 по Бакунинской улице и соединён с центральным залом станции четырьмя эскалаторами. Выход планировалось организовать через лестничные сходы к улицам Бакунинская и Фридриха Энгельса.
Открытие второго выхода было запланировано на октябрь 2013 года. 10 апреля 2013 года в интервью телеканалу «Москва 24» вице-мэр Москвы Марат Хуснуллин заявил, что второй вестибюль станции метро «Бауманская» исключён из программы строительства московского метро из-за дороговизны.

## Станция в искусстве
В постапокалиптическом романе Дмитрия Глуховского «Метро 2033» станция входила в состав Бауманского альянса вместе с «Электрозаводской» и «Семёновской».